# Diocèse de Magangué
Le diocèse de Magangué (en latin : Dioecesis Maganguensis ; en espagnol : Diócesis de Magangué) est un diocèse de l'Église catholique en Colombie, suffragant de l'archidiocèse de Carthagène des Indes.

## Territoire

Il comprend 27 municipalités du département de Bolívar : Achí, Altos del Rosario, Arenal, Barranco de Loba, Cantagallo, Cicuco, Córdoba, El Peñón, Hatillo de Loba, Magangué, Margarita, Montecristo, Morales, Norosí, Pinillos, Regidor, Río Viejo, San Fernando, San Jacinto del Cauca, San Martín de Loba, San Pablo, Santa Cruz de Mompox, Santa Rosa del Sur, Simití, Talaigua Nuevo, Tiquisio et Zambrano ce qui correspond à un territoire de 20 165 km2 divisé en 50 paroisses.
Le siège épiscopal est dans la ville de Magangué où se trouve la cathédrale de Notre-Dame-de-la-Candelaria qui conserve un tableau de la Vierge sous ce vocable qui est l'objet d'une dévotion particulière. Elle est la patronne du diocèse. La ville de Santa Cruz de Mompox, inscrite au patrimoine mondial en 1995, possède une basilique mineure qui conserve le saint Christ des miracles, un crucifix considéré comme miraculeux par les fidèles.

## Historique
Le diocèse est érigé le 25 avril 1969 par la constitution apostolique Recta sapiensque du pape Paul VI en prenant une partie des territoires du vicariat apostolique de San Jorgeet de l'archidiocèse de Carthagène des Indesdont Magangué devient suffragant.

## Évêques
- Eloy Tato Losada, I.E.M.E (25 avril 1969 - 31 mai 1994)
- Armando Larios Jiménez (31 mai 1994 - 8 mars 2001), nommé évêque de Riohacha
- Jorge Leonardo Gómez Serna, O.P (3 novembre 2001 - 30 juillet 2012)
  - Sede vacante (2012-2014)
- Ariel Lascarro Tapia, depuis le 21 novembre 2014